# Chemlab
Chemlab var ett coldwave och industrial rock-band som bildades i Washington D.C. mellan 1989 av Jared Louche (sång) och Dylan Thomas More (programmering). Influerade av pionjärerna inom industrialgenren, exempelvis Throbbing Gristle, tillförde Chemlab en grov, experimentell nyans till sin musik och skapade en drog-influerat stil som de kallade Angel-Dustrial. De byggde upp sitt kändisskap genom att turnera med artister som KMFDM, Nine Inch Nails, Ministry och Skinny Puppy.
Chemlab splittrades 1997 men återförenades igen 2004, denna gång utan More. Sista spelningen genomfördes 7 september 2012 och under konserten deklareredes det att detta var den sista spelningen under namnet Chemlab. Chemlab turnerade dock hösten 2018.

## Diskografi
Studioalbum
- Burn Out At The Hydrogen Bar (1993)
- East Side Militia (1996)
- Oxidizer (2004)

Samlingsalbum
- Suture (2001)
- Oxidizer Demos 06/18/2003 (2006)
- Rock Whore Vs. Dance Floor (2006)

EPs
- Ten Ton Pressure (1990)
- Magnetic Fields Remixes + 10 Ton Pressure (1994)

Singlar/Maxisinglar
- "Electric Molecular" (1996)
- "The Machine Age" (2003)